# Найкращий грабіжник
Наймиліший із злодіїв - чорно-біла, короткометражка, німа комедія 1913 року режисера Зігмунта Веселовського за мотивами однойменної повісті Корнеля Макушинського. У фільмі знявся сам режисер.

## В ролях
- Адольф Станіслав Полєнський - Йосип Карчох, злодій
- Марія Ольська - дружина
- Зигмунт Весоловський - чоловік